# Таверовка (Полтавская область)
Таверовка (укр. Таверівка) — село,
Таверовский сельский совет,
Чутовский район,
Полтавская область,
Украина.
Код КОАТУУ — 5325483201. Население по переписи 2001 года составляло 603 человека.
Является административным центром Таверовского сельского совета, в который, кроме того, входят сёла
Першотравневое и
Счастливое.

## Географическое положение
Село Таверовка находится на левом берегу реки Чутовка,
выше по течению на расстоянии в 4 км расположено село Лозоватка,
ниже по течению на расстоянии в 3,5 км расположен пгт Чутово.
Река в этом месте пересыхает, на ней сделано несколько запруд.

## История
- 2007 — изменён статус с посёлка на село.

## Экономика
- Таверовский свеклосовхоз.
- ОАО «Таврия».
- ЧП «Новая жизнь».

## Объекты социальной сферы
- Школа І—ІІ ст.